# Università tecnica slovacca
L'Università tecnica slovacca (in slovacco: Slovenská technická univerzita v Bratislave, abbreviata STU) è un politecnico universitario con sede a Bratislava, capitale della Slovacchia. Fino al 1º aprile 1991 era chiamata "Alta scuola tecnica slovacca di Bratislava" (Slovenská vysoká škola technická v Bratislave, abbreviata SVŠT).

## Storia

### La fondazione
L'Università tecnica slovacca è stata preceduta dall'Università tecnica statale Dr. Milan Rastislav Štefánik di Košice. Fu stabilita ai sensi della legge n. 170 del 25 giugno 1937, con tre dipartimenti di studio: ingegneria civile, edile e dei trasporti, ingegneria idraulica, ingegneria dei rilievi topografici. Nel luglio 1938 furono nominati i primi dieci professori della scuola e il 4 agosto 1938 la prima assemblea del consiglio dei professori elesse il professor Jur Hronec come primo rettore. La scuola non iniziò il primo anno scolastico fino al 5 dicembre 1938, nei locali sostitutivi dell'"Istituto statale per la crescita economica" di Martin, dove la scuola si trasferì rapidamente dopo l'accordo di Monaco e il Primo arbitrato di Vienna quando le parti meridionali della Slovacchia, tra cui Košice, furono annesse all'Ungheria. Già nel primo anno scolastico, tre professori di nazionalità ceca rinunciarono al loro incarico. Già nel marzo del 1939 la scuola fu abolita e con la legge n. 18 del 25 luglio 1939 rifondata con il nuovo nome di "Alta scuola slovacca di tecnologia" (Slovenská vysoká škola technická): in realtà il nome era già stato cambiato nel periodo di Martin nel febbraio 1939), con nuova sede a Bratislava e sei dipartimenti previsti: ingegneria edile, scienze applicate, ingegneria forestale e agraria, ingegneria chimica, ingegneria meccanica ed elettrotecnica e ingegneria commerciale. I dipartimenti aprirono gradualmente, tre nell'anno scolastico 1939/40, altri due nel 1940/41 e il sesto non aprì mai, perché nel 1940 fu istituito un ateneo commerciale autonomo, con il nome di "Alta scuola commerciale di Bratislava" (Vysoká škola obchodná v Bratislave).  l'Università indipendente di commercio a Bratislava.

### Seconda guerra mondiale
Durante la guerra, l'ateneo subì danni materiali a edifici e attrezzature. Prima dell'arrivo del fronte i dispositivi più costosi, le collezioni e i libri furono trasportati in 160 casse a Žarnovica. Dopo che il nascondiglio fu scoperto, furono confiscati e trasferiti in Germania. Molti dipendenti e studenti parteciparono all'Insurrezione nazionale slovacca. Fra i caduti si contano due professori e ventitré studenti, tra cui Mirko Nešpor e dieci studenti bulgari.

### Il Dopoguerra
Nel 1946 il dipartimento di ingegneria forestale e agraria fu chiuso per via della fondazione dell'Università di ingegneria agricola e forestale di Košice. Il dipartimento ingegneria edile si ampliò con una divisione di architettura. Dal 1950/51, la struttura organizzativa in quattro dipartimenti fu trasformata in cinque facoltà, rendendo autonoma la facoltà di architettura. Nell'anno scolastico 1951/52, la facoltà di ingegneria meccanica ed elettrotecnica fu divisa nelle due facoltà di ingegneria meccanica e di ingegneria elettrotecnica e la facoltà di scienze applicate divenne la facoltà di ingegneria mineraria. Quest'ultima fu incorporata nella nuova Università tecnica di Košice dall'anno seguente. Nell'anno scolastico 1952/53 fu istituita la facoltà di ingegneria economica. Nell'ottobre del 1953, in occasione del 25º anniversario della scuola, il presidente della Repubblica socialista cecoslovacca conferì all'Università tecnica slovacca l'Ordine della Repubblica. Tra il 1951 e il 1955, il numero dei docenti più che raddoppiò, passando da 260 a 586. Nel 1960 la facoltà di ingegneria economica fu abolita e i suoi dipartimenti edile, meccanico e chimico furono incorporati nelle rispettive facoltà. La facoltà di architettura fu incorporata nella facoltà di ingegneria civile. Dall'anno scolastico 1960/61, l'ateneo ebbe quattro facoltà: elettrica, chimica, ingegneria e ingegneria civile. Nel 1965 la facoltà di ingegneria chimica fu ribattezzata facoltà di tecnologia chimica. Nell'anno scolastico 1966/67, il numero dei corsi di laurea passò da 36 a 28 sulla base di nuove disposizioni ministeriali. Il 1º settembre 1976, dalla facoltà di ingegneria civile fu nuovamente separata la facoltà di architettura. Nel 1985 nacque la facoltà di tecnologia meccanica con sede a Trnava, separazione dalla Facoltà di Ingegneria Meccanica, Facoltà di Ingegneria Meccanica a Trnava.

### Dopo la rivoluzione
Nel 2003 è stata fondata la settima e ultima facoltà di informatica e tecnologie dell'informazione. Nell'ottobre del 2017, l'STU ha commemorato l'80º anniversario della sua istituzione. In questa occasione, il rettore ha assegnato per la prima volta il massimo riconoscimento universitario, la medaglia Jur Hronec, ad Andrej Kiska, presidente della Repubblica slovacca ed ex studente.

## Rettori
- Jur Hronec (1938 - 1940)
- Anton Bugan (1940 - 1941)
- František Valentin (1941 - 1943)
- Štefan Bella (1943 - 1945)
- Samuel Kriška, ad interim, aprile 1945
- Jur Hronec (1945 - 1946) (per la seconda volta)
- Štefan Bella (1946 - 1947) (per la seconda volta)
- Ján Gonda (1947 - 1949)
- Karel Havelka (1949 - 1950)
- Ján Gonda (1950 - 1953) (per la seconda volta)
- Ernest Šišolák (1953 - 1959)
- Štefan Chochol (1959 - 1963)
- Jozef Trokan (1963 - 1969)
- Anton Blažej (1969 - 1989)
- Ján Garaj (1989 - 1990)
- Norbert Frištacký (1990 - 1991)
- Vojtech Molnár (1991 - 1994)
- Igor Hudoba (1994 - 2000)
- Ľudovít Molnár (2000- 2003)
- Vladimír Báleš (2003 - 2011)
- Robert Redhammer (2011 - 2019)
- Miroslav Fikar (2019-2021)
- Oliver Moravčík, dal 2021

Il rettorato è ospitato nell'edificio di via Vazovová 5 a Bratislava, negli edifici delle ex Scuole di formazione continua, progettati dagli architetti Jiří Grossmann e Alois Balán. Gli edifici furono costruiti tra il 1928 e il 1937. Nel settembre del 1947, la scuola fu confiscata da Ladislav Novomeský, il commissario per l'educazione, e nonostante la protesta di circa 700 apprendisti, la scuola fu sparpagliata in vari edifici.

## Facoltà
L'Università è articolata in sette facoltà:
- Ingegneria edile
- Ingegneria meccanica
- Elettrotecnica e informatica
- Chimica e tecnologia alimentare
- Architettura
- Tecnologia dei materiali, con sede a Trnava
- Informatica e tecnologie dell'informazione

Alle facoltà si aggiungono gli organismi centrali: rettorato, centro di calcolo, archivio, casa editrice, istituto di formazione continua, sezione amministrativa, centro know-how con ufficio di collaborazione per i tirocini e incubatore di imprese, centro progetti, parco scientifico e centri di eccellenza.